# Sara McFarlane
Sara McFarlane ist eine Filmproduzentin.
McFarlane begann ihr Berufsleben bei der Australian Broadcasting Corporation und der britisch-australischen Produktionsfirma See-Saw Films. Sie wechselte dann zu Fulcrum Media Finance, die sich um die Finanzierung von Filmprojekten kümmert. Hier verantwortete sie den Ablauf finanzieller Abläufe und Transaktionen. 2018 zog McFarlane nach New York City, wo sie für CinePointe Advisors arbeitete und sich um die Produktionsabläufe von Independent-Filmen kümmerte. 2021 gründete sie schließlich mit E/S collab ihre eigene Firma, in der es wiederum um die Finanzierung von Filmen geht.
Als ausführende Produzentin war McFarlane an dem Kurzfilm Red, White and Blue beteiligt, für den sie 2024 gemeinsam mit Regisseurin Nazrin Choudhury für den Oscar nominiert wurde.